# Wasteland 2
『Wasteland 2』（ウェイストランド2）は荒廃した終末的な世界を題材としたRPG。1988年にリリースされたWastelandの続編である。当初のリリース予定日である2013年10月から延期され、2014年9月19日にMicrosoft Windows、Mac OS X、Linux向けに発売された。2016年8月4日には『Wasteland 2 Director's Cut』がPlayStation 4、Xbox One、Nintendo Switch向けに発売された。
また、2020 年8月28日に続編である『Wasteland 3』がリリースされた。

## ストーリー
このゲームは歴史改変SFの系列と位置づけられており, その中では世界中で核戦争を引き起こした流星群に伴う隕石衝突に関連して、核の大虐殺が1988年に起こった。終末の日に、アメリカ陸軍工兵司令部の一団は荒廃したアメリカ合衆国南西部の沙漠で、小さなサバイバリスト達のコミュニティと、軽工業施設が付属した新築の連邦の死刑囚用の監獄とともに地域内で橋を建設していた。 兵士たちは刑務所に逃げ込むと受刑者を追い払い、その後すぐに、サバイバリスト達の仲間になるために招きいれた。 数年後、 彼らは砂漠やその先のほかの生存者を救うために、ともに「テキサスとアリゾナレンジャーズの偉大なる伝統におけるデザートレンジャーズ」を結成。

## ゲームプレイ
『Wasteland 2』はアイソメトリックビュー視点からの戦術的戦闘要素が付属したターン制でパーティー制のロールプレイングゲームになる予定である。 プレイヤーのパーティーは最大7人までで 4人のプレイヤーキャラクター(レンジャー)と3人のノン・プレイヤー・キャラクター(NPC)に分けられる。レンジャーは高度にカスタマイズ可能でプレイヤーの選択の総合であり、スキルや外観がレンジャーに個々の個性を与える。パーティーにはNPCが含まれ、それぞれに自分の個性や動機、意見や予定がある。

## 製作
2003年、inXile（『Wasteland』プロデューサーのBrian Fargoが設立）は、遊戯王のフランチャイズに関連して、版権を保有していたコナミから『Wasteland』の版権を獲得した。2007年にFargoはFallout シリーズを生み出したあのゲームが実際に戻ってくるか調査しています。ご期待ください」とした。2007年の11月に、ウェブサイトのダックとカバーに可能と報告し、Wasteland2のコンセプトイメージをinXileのメインヘッダーに表示した。
2012年の2月16日に、inXileはDouble Fineが最近、Double Fine Adventureへの出資をKickstarterを使って募り、成功したことにインスパイアされ、新しい『Wasteland』のゲームをクラウドファンディングの製品とするための計画をアナウンスした。プロジェクトディレクターBrian Fargoはオリジナルの『Wasteland』の主要なチームメンバーを再集結させた。Alan Pavlish、Michael A. Stackpole、Ken St. Andre、Liz Danforth、『Fallout』の初期デザイナーであるJason Anderson (しかし、Andersonは2011年1月に会社を去った)。『Fallout』と『Fallout 2』の音楽を作った作曲家Mark Morganも、このゲームの楽曲を作曲するために雇われた。
2012年3月13日に、『Wasteland2』のkickstarterページが登場した。プロジェクトに100万ドル(約8000万円)の最少目標額が定められたが、Fargoは現在まででKickstarterで最大の目標であるので、が90万ドルぐらいに落ち着いて、プロジェクトの目標額が達せられなかっとしても、必要であれば10万ドル水増しすることに賛成した。24時間以内に、出資は60万ドル近くに達し、そして、オリジナルのゴールには43時間以前に達した。『Wasteland2』に出資されたたくさんのお金は初めてのDouble Fine Adventureの出資者から来ていた。3月30日に、出資された金額は210万ドル以上にまで達したとアナウンスされ、このゲームは特にObsidian EntertainmentのChris Avelloneとともに共同開発されることとなった。『Wasteland2』のKickstarterは4月17日に終わり、総額2,933,252ドル(これは現在kickstarterで4番目にクラウドファンドされた)を集め、 追加で107,152ドルをPaypalで集めた。4月24日に、Obsidianのデベロッパーがこのプロジェクトで働くと確認された。
Brian Fargoは2013年10月前後に『Wasteland2』を送り出そうとチームの目的を定め、2012年7月10日に、オリジナルの『Wasteland』がそれにバンドルされることがアナウンスされた。今のところ、コンソールや携帯機器をサポートする計画は存在しない。
2015年3月4日、GDC(Game Developers Conference)にてMicrosoftのセルフパブリッシングプログラム“ID@Xbox”に関する発表が行われ、Xbox One版『Wasteland 2』の発売決定が正式にアナウンスされた。